# Soufyan Ahannach
 Soufyan Ahannach (Amsterdam, 9 september 1995) is een Nederlands voetballer die doorgaans als middenvelder of als vleugelspeler speelt.

## Carrièreoverzicht

### Almere City
Ahannach begon zijn carrière bij Almere City. In zijn eerste drie seizoenen was hij geen basisspeler. Vanaf het seizoen 2015/16 begon hij te scoren. In zijn laatste seizoen scoorde hij achttien goals en gaf hij vijftien assists. Dat leverde hem interesse op van het net naar de Premier League gepromoveerde Brighton & Hove Albion.

### Brighton & Hove Albion
In de zomer van 2017 maakte hij de overstap naar Brighton. Hij tekende een contract tot de zomer van 2020, met een optie voor nog een seizoen opgenomen. Toch verliep het eerste seizoen niet zoals gehoopt. Hij maakte slechts twee keer een opwachting en mocht daarom verhuurd worden.

### Sparta Rotterdam
Sparta Rotterdam, met Dick Advocaat aan het roer, was hard op zoek naar aanvallende versterkingen en huurde daarom Ahannach voor de rest van het seizoen. Op 18 april 2018 breekt Ahannach zijn been in het duel met NAC en is de rest van het seizoen uitgeschakeld.

### Union Sint-Gillis en Go Ahead Eagles
Ahannach begon het seizoen 2019/20 op huurbasis bij Union Sint-Gillis. In januari 2020 keerde hij terug naar Brighton waar hij zijn contract liet ontbinden. Vervolgens verbond hij zich voor het restant van het seizoen aan Go Ahead Eagles.

### Go Ahead Eagles
Bij Go Ahead Eagles scoorde Ahannach in zes wedstrijden één doelpunt, alvoren het seizoen werd gestopt vanwege de coronacrisis. Vervolgens zat hij tot het begin van 2021 zonder club.

### FC Den Bosch
Begin 2021 pikte FC Den Bosch Ahannach op amateurbasis op. Hij kwam op voorspraak van de nieuwe trainer Jack de Gier, die hem nog kende uit de tijd bij Go Ahead Eagles en Almere City FC. Uiteindelijk speelde Ahannach 11 wedstrijden waarin hij eenmaal scoorde. Daarnaast gaf hij ook nog vijf keer een assist. Aan het einde van het seizoen vertrok hij weer, in de hoop op een buitenlandse transfer. Door een blessure kwam dit er niet van en sloot Ahannach half augustus weer terug aan bij FC Den Bosch
Na al die tijd op amateurbasis voor de club te hebben gespeeld tekende Ahannach op 27 september 2021 een contract tot het einde van het seizoen.

### Saoedi-Arabië
Medio 2022 ging Ahannach voor Al-Arabi SC op het tweede niveau in Saoedi-Arabië spelen. In januari 2023 werd hij verhuurd aan Al-Rawdhah Club dat op het derde niveau uitkomt.

## Clubstatistieken
| Seizoen | Club                   | Competitie      | Competitie | Competitie | Beker | Beker | Internationaal | Internationaal | Overig | Overig | Totaal | Totaal |
| Seizoen | Club                   | Competitie      | Wed.       | Dlp.       | Wed.  | Dlp.  | Wed.           | Dlp.           | Wed.   | Dlp.   | Wed.   | Dlp.   |
| ------- | ---------------------- | --------------- | ---------- | ---------- | ----- | ----- | -------------- | -------------- | ------ | ------ | ------ | ------ |
| 2012/13 | Almere City            | Eerste divisie  | 2          | 0          | 0     | 0     | —              | —              | —      | —      | 2      | 0      |
| 2013/14 | Almere City            | Eerste divisie  | 6          | 0          | 0     | 0     | —              | —              | —      | —      | 6      | 0      |
| 2014/15 | Almere City            | Eerste divisie  | 13         | 3          | 0     | 0     | —              | —              | 2      | 1      | 15     | 4      |
| 2015/16 | Almere City            | Eerste divisie  | 26         | 7          | 2     | 0     | —              | —              | 4      | 3      | 32     | 10     |
| 2016/17 | Almere City            | Eerste divisie  | 38         | 18         | 2     | 0     | —              | —              | 2      | 0      | 42     | 18     |
| 2017/18 | Brighton & Hove Albion | Premier League  | 0          | 0          | 1     | 0     | —              | —              | —      | —      | 1      | 0      |
| 2017/18 | Sparta Rotterdam       | Eredivisie      | 12         | 1          | 0     | 0     | —              | —              | —      | —      | 12     | 1      |
| 2018/19 | Brighton & Hove Albion | Premier League  | 0          | 0          | 0     | 0     | —              | —              | —      | —      | 0      | 0      |
| 2019/20 | Union Sint-Gillis      | Proximus League | 2          | 0          | 1     | 0     | —              | —              | —      | —      | 3      | 0      |
| 2020    | Go Ahead Eagles        | Eerste divisie  | 6          | 1          | 0     | 0     | —              | —              | —      | —      | 6      | 1      |
| 2020/21 | FC Den Bosch           | Eerste divisie  | 11         | 1          | 0     | 0     | —              | —              | —      | —      | 11     | 1      |
| 2021/22 | FC Den Bosch           | Eerste divisie  | 34         | 1          | 1     | 0     | —              | —              | —      | —      | 36     | 7      |
| Totaal  | Totaal                 | Totaal          | 150        | 38         | 7     | 0     | —              | —              | 8      | 4      | 165    | 42     |

Bijgewerkt op 10 mei 2022

## Persoonlijk
Hij is een jongere broer van Alami Ahannach, die tussen 1992 en 2003 uitkwam voor Telstar, MVV Maastricht en FC Emmen, en neef van huidig Almere City-speler Anass Ahannach.